# 4091 Lowe
4091 Lowe este un asteroid din centura principală, descoperit pe 7 octombrie 1986, de Edward Bowell.